# Глед

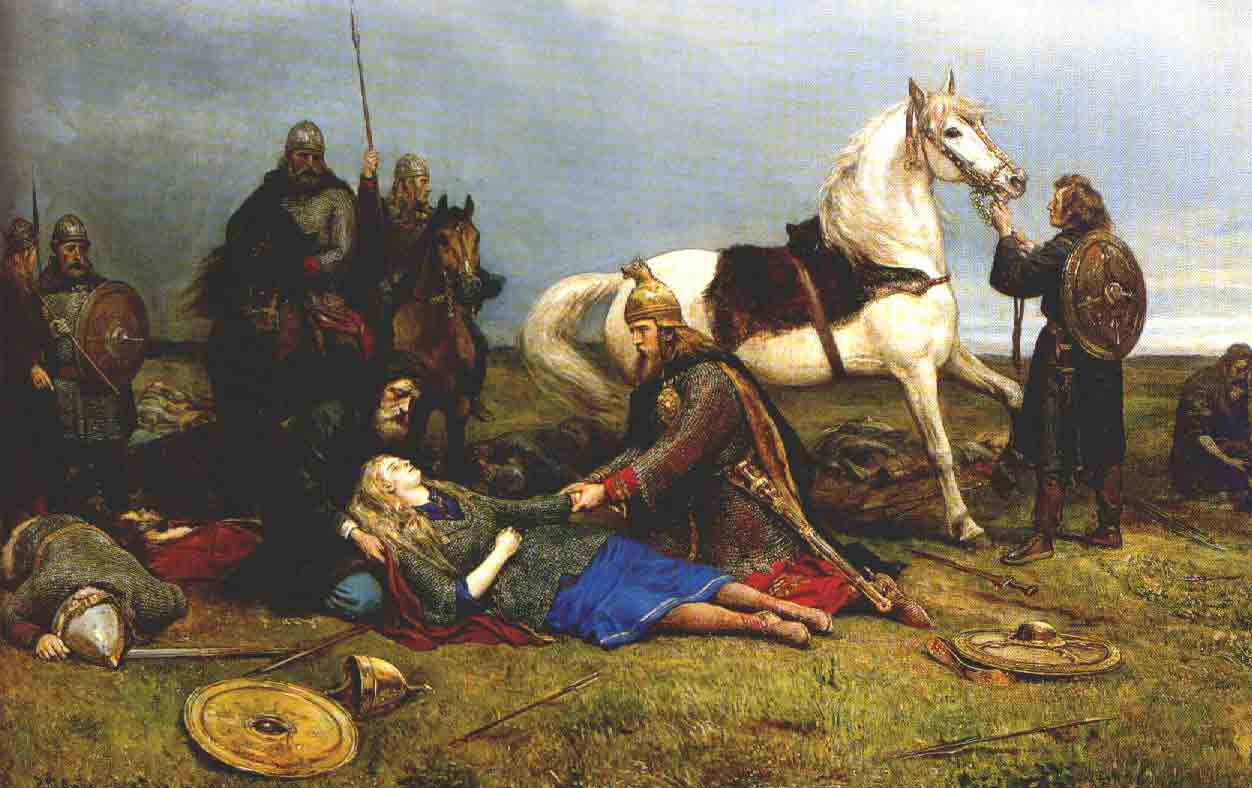
Глед знаходить свою сестру Гервору мертвою після битви під Мюрквідом

Глод або Глед (Hlǫð, Hlöd) — король гунів та остготів. Згідно з кількома античними сагами та скандинавськими легендами, був сином остготського короля Гейдрека та Сіфеки, доньки короля гунів Гумла. 
Глод фігурує в "Битві готів і гунів", яка включена в Сагу про Гервера, у збірці "Поетичної Едди" та в давньоанглійській поемі "Widsið".
Він правив у 4 ст. за часів великого переселення народів у Гуналанді (на теренах сучасної України). Загинув у битві між гунами і готами на Дунаї. 

## Історія
Гейдрек захопив владу й правив остготами у Рейдґоталанді. Він організував похід проти гунів (Гуналанд). Перемігши гунів він захопив (за іншою версією взяв у дружини) доньку короля гунів Сіфку (Сіфеку).
Сіфека народила йому сина Глода. Але наступного року Гейдрек одружився з саксонською (готською) принцесою, та відправив Сіфеку з сином назад до короля Гумла, якого виховував дідусь. У Гейдрека, який одружився з Хельгою, донькою короля ґотів Гаральда, народився син Ангантир.

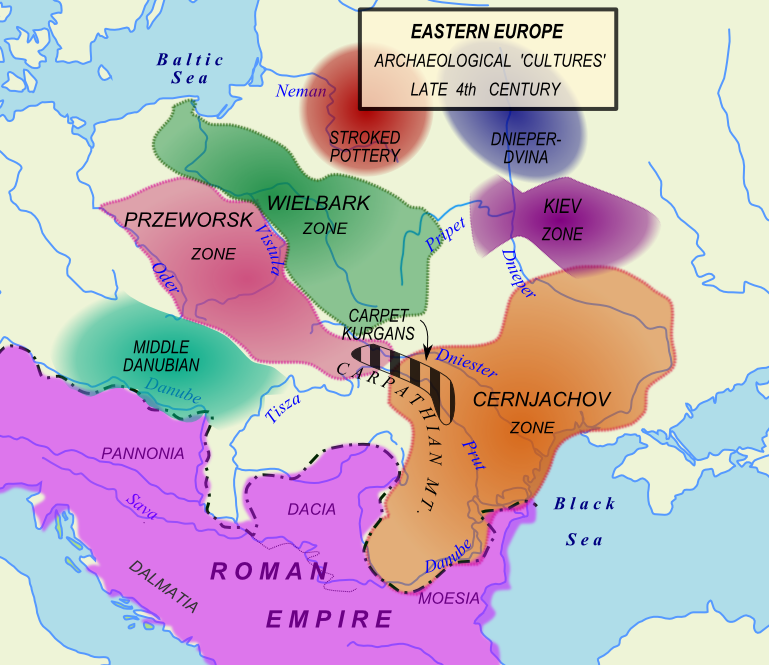
Терени України в 4 ст. н.е.

Глод згадується в давньоанглійській поемі "Відсід" разом з батьком Гейдреком, зведеним братом Ангантиром та матір'ю Сіфкою (Сіфекою). Перекази про гунського короля Глода є також частиною легендарного циклу, який називається циклом про меч Тюрфінґ, в якому розповідається історія чарівного меча Тюрфінґа та прокляття, яке тяжіло над ним. 
| Seccan sohte ic ond Beccan, | Я відвідав Секку і Бекку       |
| Seafolan ond þeodric,       | Сіфолана і Теодеріка,          |
| Heaþoric ond Sifecan,       | Гейдрека і Сіфеку,             |
| Hliþe ond Incgenþeow.       | Глода і Інгендива (Ангантира). |

Глод виріс під опікою свого діда короля Гумлі, ставши гарним і мужнім правителем. З дитинства він навчився вправно володіти зброєю та вправлятися з конем, як це було заведено у гунів. 
Після смерті короля Рейдґоталанду Гейдрека та проголошення його спадкоємцем Ангантира, Гумлі запропонував Глоду поїхати до столиці остготів Аргаймара (на Дніпрі) та вимагати належну йому по закону, за первородством, частку спадщини. 
В очах гунів Глод був не лише королівським сином, але й законним спадкоємцем короля готів.
Глод прибув до Архаймару з великим почтом гунських воїнів. 
Біля воріт королівського замку він попросив сказати королю, що його брат чекає надворі й хоче поговорити з ним. Коли Ангантир дізнався про приїзд брата, він вдягнув кольчугу, взяв в руки білий щит і меч Тюрфінґа, й запросив Глода зайти, щоб випити похоронного пива в пам'ять за батьком. 
Глод відповів, що приїхав не бенкетувати, а за спадщиною, яка йому належить по праву, за половиною королівства остготів: худоба, товари, млини, знаряддя праці, посуд та зброя, скарби, раби, слуги, сини та дочки, Мюрквід, священна могила та різьблений камінь на березі Дніпра, фортеці та воїнів, землі та обладунки (перстні) Гейдрека.
Ангантир відмовився ділити спадщину з Гледом порівну, однак запропонував компенсацію у вигляді великого багатства, зброї, худоби, тисячу рабів, тисячу коней, тисячу жінок та воїнів, перед від’їздом усі вони отримували гроші та дівчину-служницю. Глод отримає також свою частину золота, срібла та третину королівства готів, щоб правити ним.  

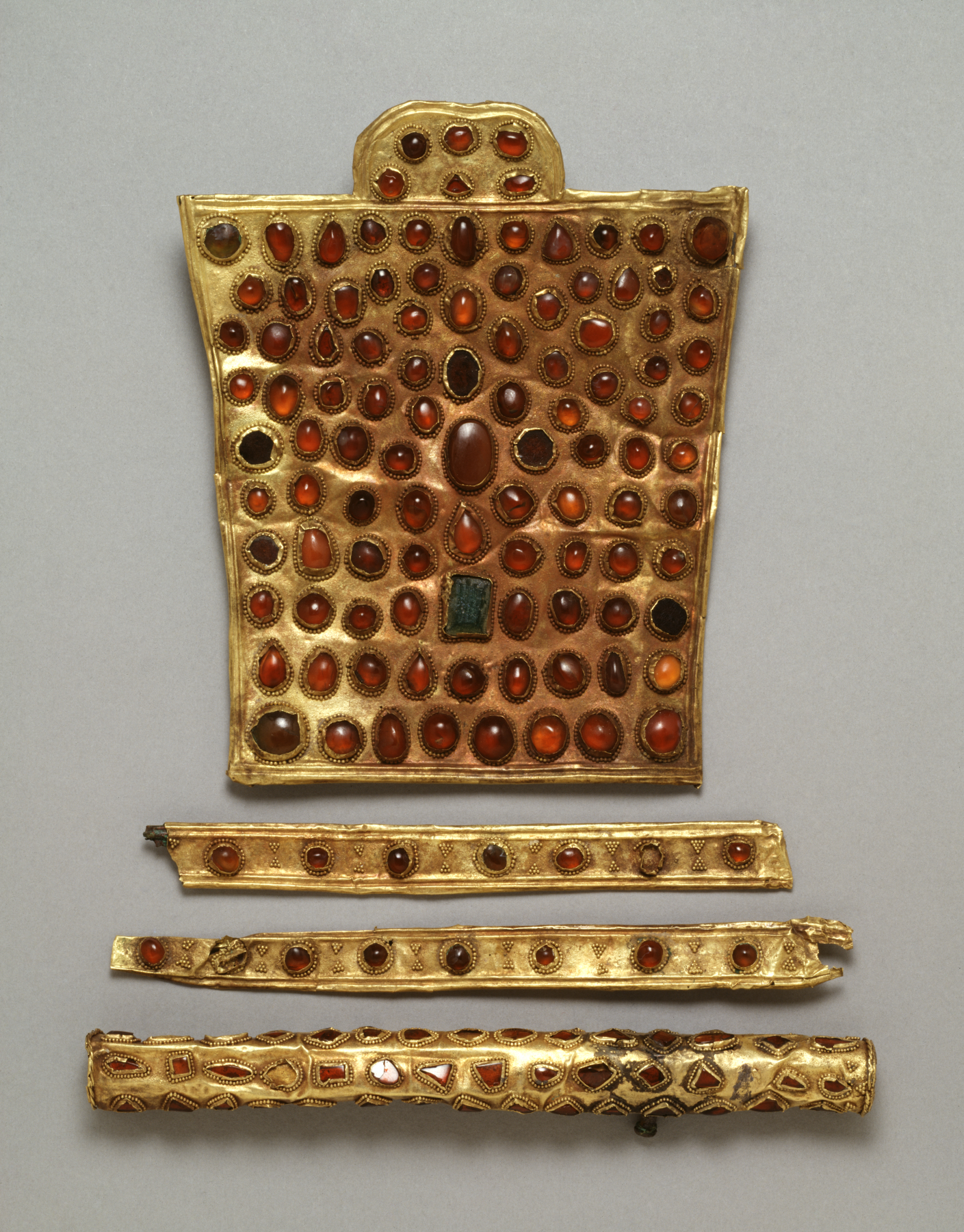
Оздоблене кінське спорядження гунів, 300-ті роки; захист, ремінці та рукоять для батога

Однак, перш ніж Глод встиг відповісти, втрутився літній король геатів (готів) Гізур, прийомний батько Ангантира, який висловився проти цього, і заявив, що Глод бастард і "син рабині", а тому не заслуговує отримати навіть найменший подарунок. 
Зневажений Глод повернувся до короля Ґімла, й розповів що Ангантир відмовився ділитися з ним своїм королівством та спадщиною. А коли Ґімлі став наполягати, він також розповів про ті образи, які він отримав від готів. 
Син короля готів та королівни Сіфки, онук короля гунів Гімла, разом з дідом, вирішив зібрати гунське військо та виступити проти остготів Ангантира.
Наступної весни, згідно з "Сагою про Гервера", Гумлі вирішив об’єднати всю силу гунів і піти на готів. гуни зібрали армію близько 343 200 вершників. Всі чоловіки, які здатні носити зброю, старші дванадцяти років і всі коні старші двох років були мобілізовані. 
Військо залишило землю гунів через Мюрквід (Темний ліс), який відділяв Гуналанд від Рейдґоталенду.
У Ангантира (і Глода) була сестра (зведена) Гервора, яка мешкала у фортеці на кордоні, разом зі своїм опікуном Ормом. Коли гунське військо проїхало через Темний ліс, воно прибуло в густонаселену рівнінну країну готів. На початку рівнини була фортеця з сильним гарнізоном, яким командувала Гервора.
Одного ранку, коли сонце сходило над степами, Гервора стояла на сторожовій вежі й побачила величезну хмару, що прямувала на південь крізь ліс. Хмара довго затьмарювала сонце. Раптом вона побачила під хмарою блискучу масу золота. Це були позолочені шоломи, щити та нагрудники воїнів, і вона зрозуміла, що це прибуло військо гунів.
Гервора затрубила у бойовий ріг, щоб згуртувати свої сили, і попросила Орма виїхати назустріч гунам і викликати їх на бій на відкритому полі перед південними фланговими воротами. Перед цією брамою відбулася велика битва, в якій готи були розбиті, а Гервора загинула в бою. Коли Орм (Ормар) побачив, як вона падає, він відступив із усіма тими, хто залишився. Він їхав день і ніч, щоб дістатися до Ангантира в Аргаймарі. 
Після битви Глод знайшов свою сестру вбитою і засумував за нею.
Коли гуни йшли через Рейдґоталанд, Орм (Ормар) прибув до столичного Аргаймару і повідомив, що гуни займають країну, а сестра Ангантира мертва. Ангантир роззирнувся на своє невелике оточення і заявив, що йому потрібен кожен чоловік. Король геатів Гізур заявив, що він також приведе свою армію, без жодних умов та не буде просити відшкодування.
Старий Гізур вдягнув найкращу кольчугу та зброю і стрибнув на коня, ніби був молодим воїном. Він запитав Ангантира, де він хоче зустрітись з гунами. Той відповів, що хоче зустріти їх на рівнинах біля Дунаю під пагорбами Ясену, де готи багато разів перемагали своїх ворогів в минулому.
Гізур під'їхав до гунів настільки близько, що міг розмовляти до них. Він прокричав, що Одін гнівався на них і що вони були приречені на програш, що готи не бояться гунів та їх луків. Глод хотів наказати своїм воїнам, щоб вони вбили Гізура, але Гумлі відповів, що одиноких представників ворожої армії не можна вбивати.

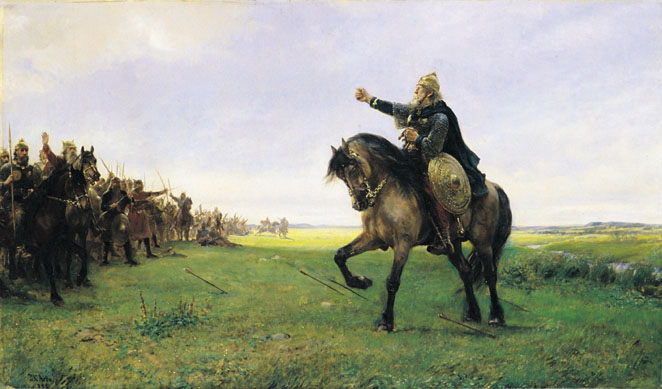
Гізур приїхав на розвідку до гунів

Гізур повернувся до Ангантира і повідомив про чисельність та озброєння гунського війська. Ангантир мобілізував усіх озброєних людей у своєму королівстві і рушив до Дунаю назустріч величезній гунській армії.
Велика битва на рівнинах Дунаю тривала вісім діб. Втрати, з обох боків, були настільки великими, що ніхто не зміг підрахувати загиблих. Але ніхто з очільників армій ще не впав і не був поранений.  
День і ніч війська сходились навколо Ангантира, ситуація дедалі загострювалася, бої ставали все важчими і важчими. І гуни, і готи знали, що вони борються за себе, за свою свободу і за землю, в якій вони народилися.
Наприкінці восьмого дня готам вдалось просунулися вперед і прорвати лінії гунської оборони. гуни впали духом, коли побачили, як "Ангантир їхав по їх лавах, сіяв смерть і рубав своїм чарівним мечем Тюрфінґ і людей, і коней". Ангантир штовхнув атаку до Хлода; і Хлод, і Гумлі були вбиті.
Антантир і Глод зустрілися у бою, і Глода вбив його зведений брат Ангантир своїм мечем Тюрфінґом. 
Король Глод загинув в цій битві на Дунаї, так само як і король Гумлі. Також було вбито й Гізура.
Гуни почали відступати, але готи нещадно переслідували їх і наповнили річки кров'ю і трупами, так що вони розлилися, і це спричинило повінь, яка заповнила долини мертвими людьми та кіньми.
Ангантир згодом шукав серед убитих і знайшов свого брата. Він сказав, що рішення норн є жорстоким, коли один брат вбиває іншого брата.